# 1079
Il 1079 (MLXXIX in numeri romani) è un anno  dell'XI secolo.

## Eventi
- Federico I viene incoronato Duca di Svevia dando inizio alla dinastia degli Hohenstaufen.

## Nati
- 11 febbraio - Yejong di Goryeo, re coreano († 1122)
- 8 agosto - Horikawa, imperatore giapponese († 1107)
- Pietro Abelardo, filosofo, teologo e insegnante franco († 1142)
- Berardo dei Marsi, cardinale e vescovo italiano († 1130)
- Matilde di Scozia, nobile scozzese († 1118)
- Qilij Arslan I, condottiero turco († 1107)

## Morti
- 7 gennaio - Oddone I di Penthièvre, nobile (n. 999)
- 8 gennaio - Adele di Francia, nobile francese (n. 1009)
- 11 aprile - Stanislao di Cracovia, vescovo cattolico polacco (n. 1030)
- 12 luglio - Leone I, abate e santo italiano
- 18 agosto - Oddone II, vescovo cattolico italiano
- 2 dicembre - Mabel di Bellême, nobile
- Ibn Mu'adh al-Jayyani, matematico e astronomo arabo (n. 989)
- Adelaide di Savoia, nobile (n. 1052)
- Arnolfo di Gap, vescovo francese
- Enrico II di Lovanio, nobile fiammingo
- Ghigo II d'Albon, conte francese
- Gradilone, nobile normanno
- Haakon di Svezia, re
- Manfredo Incisa del Vasto, nobile italiano
- Wen Tong, pittore e poeta cinese (n. 1018)
- Atsiz ibn Uvak

## Calendario
| Calendario 1079 | Calendario 1079 | Calendario 1079 | Calendario 1079 | Calendario 1079 | Calendario 1079 | Calendario 1079 | Calendario 1079 | Calendario 1079 | Calendario 1079 | Calendario 1079 | Calendario 1079 | Calendario 1079 | Calendario 1079 | Calendario 1079 | Calendario 1079 | Calendario 1079 | Calendario 1079 | Calendario 1079 | Calendario 1079 | Calendario 1079 | Calendario 1079 | Calendario 1079 | Calendario 1079 | Calendario 1079 | Calendario 1079 | Calendario 1079 | Calendario 1079 | Calendario 1079 | Calendario 1079 | Calendario 1079 | Calendario 1079 | Calendario 1079 |
| --------------- | --------------- | --------------- | --------------- | --------------- | --------------- | --------------- | --------------- | --------------- | --------------- | --------------- | --------------- | --------------- | --------------- | --------------- | --------------- | --------------- | --------------- | --------------- | --------------- | --------------- | --------------- | --------------- | --------------- | --------------- | --------------- | --------------- | --------------- | --------------- | --------------- | --------------- | --------------- | --------------- |
|                 | 1               | 2               | 3               | 4               | 5               | 6               | 7               | 8               | 9               | 10              | 11              | 12              | 13              | 14              | 15              | 16              | 17              | 18              | 19              | 20              | 21              | 22              | 23              | 24              | 25              | 26              | 27              | 28              | 29              | 30              | 31              |                 |
| Gennaio         | Ma              | Me              | Gi              | Ve              | Sa              | Do              | Lu              | Ma              | Me              | Gi              | Ve              | Sa              | Do              | Lu              | Ma              | Me              | Gi              | Ve              | Sa              | Do              | Lu              | Ma              | Me              | Gi              | Ve              | Sa              | Do              | Lu              | Ma              | Me              | Gi              |                 |
| Febbraio        | Ve              | Sa              | Do              | Lu              | Ma              | Me              | Gi              | Ve              | Sa              | Do              | Lu              | Ma              | Me              | Gi              | Ve              | Sa              | Do              | Lu              | Ma              | Me              | Gi              | Ve              | Sa              | Do              | Lu              | Ma              | Me              | Gi              |                 |                 |                 |                 |
| Marzo           | Ve              | Sa              | Do              | Lu              | Ma              | Me              | Gi              | Ve              | Sa              | Do              | Lu              | Ma              | Me              | Gi              | Ve              | Sa              | Do              | Lu              | Ma              | Me              | Gi              | Ve              | Sa              | Do              | Lu              | Ma              | Me              | Gi              | Ve              | Sa              | Do              |                 |
| Aprile          | Lu              | Ma              | Me              | Gi              | Ve              | Sa              | Do              | Lu              | Ma              | Me              | Gi              | Ve              | Sa              | Do              | Lu              | Ma              | Me              | Gi              | Ve              | Sa              | Do              | Lu              | Ma              | Me              | Gi              | Ve              | Sa              | Do              | Lu              | Ma              |                 |                 |
| Maggio          | Me              | Gi              | Ve              | Sa              | Do              | Lu              | Ma              | Me              | Gi              | Ve              | Sa              | Do              | Lu              | Ma              | Me              | Gi              | Ve              | Sa              | Do              | Lu              | Ma              | Me              | Gi              | Ve              | Sa              | Do              | Lu              | Ma              | Me              | Gi              | Ve              |                 |
| Giugno          | Sa              | Do              | Lu              | Ma              | Me              | Gi              | Ve              | Sa              | Do              | Lu              | Ma              | Me              | Gi              | Ve              | Sa              | Do              | Lu              | Ma              | Me              | Gi              | Ve              | Sa              | Do              | Lu              | Ma              | Me              | Gi              | Ve              | Sa              | Do              |                 |                 |
| Luglio          | Lu              | Ma              | Me              | Gi              | Ve              | Sa              | Do              | Lu              | Ma              | Me              | Gi              | Ve              | Sa              | Do              | Lu              | Ma              | Me              | Gi              | Ve              | Sa              | Do              | Lu              | Ma              | Me              | Gi              | Ve              | Sa              | Do              | Lu              | Ma              | Me              |                 |
| Agosto          | Gi              | Ve              | Sa              | Do              | Lu              | Ma              | Me              | Gi              | Ve              | Sa              | Do              | Lu              | Ma              | Me              | Gi              | Ve              | Sa              | Do              | Lu              | Ma              | Me              | Gi              | Ve              | Sa              | Do              | Lu              | Ma              | Me              | Gi              | Ve              | Sa              |                 |
| Settembre       | Do              | Lu              | Ma              | Me              | Gi              | Ve              | Sa              | Do              | Lu              | Ma              | Me              | Gi              | Ve              | Sa              | Do              | Lu              | Ma              | Me              | Gi              | Ve              | Sa              | Do              | Lu              | Ma              | Me              | Gi              | Ve              | Sa              | Do              | Lu              |                 |                 |
| Ottobre         | Ma              | Me              | Gi              | Ve              | Sa              | Do              | Lu              | Ma              | Me              | Gi              | Ve              | Sa              | Do              | Lu              | Ma              | Me              | Gi              | Ve              | Sa              | Do              | Lu              | Ma              | Me              | Gi              | Ve              | Sa              | Do              | Lu              | Ma              | Me              | Gi              |                 |
| Novembre        | Ve              | Sa              | Do              | Lu              | Ma              | Me              | Gi              | Ve              | Sa              | Do              | Lu              | Ma              | Me              | Gi              | Ve              | Sa              | Do              | Lu              | Ma              | Me              | Gi              | Ve              | Sa              | Do              | Lu              | Ma              | Me              | Gi              | Ve              | Sa              |                 |                 |
| Dicembre        | Do              | Lu              | Ma              | Me              | Gi              | Ve              | Sa              | Do              | Lu              | Ma              | Me              | Gi              | Ve              | Sa              | Do              | Lu              | Ma              | Me              | Gi              | Ve              | Sa              | Do              | Lu              | Ma              | Me              | Gi              | Ve              | Sa              | Do              | Lu              | Ma              |                 |